# Matt Nickerson
Matt Nickerson (Old Lyme, Connecticut, 1985. január 11. –) amerikai profi jégkorongozó.

## Karrier
Komolyabb junior karrierjét a NAHL-es Texas Tornadóban kezdte 2001–2002-ben A következő szezont is ebben a csapatban töltötte majd felvételt nyert a Clarkson University-re 2003-tól de csak egy évet volt az egyetemi csapat tagja. A 2003-as NHL-drafton a Dallas Stars választotta ki a harmadik kör 99. helyén. 2004–2005-ben a QMJHL-es Victoriaville Tigresben játszott. 2005–2006-ban már mint felnőtt Európába ment szerencsét próbálni a finn Ässät Poriba de a következő szezontól ismét Amerikában játszott előbb az ECHL-es Idaho Steelheadsben majd az AHL-es Iowa Starsban. 2007-ben visszatért a finn ligába az Ässätba és az Ilves Tamperebe. 2008–2009-ben a svéd másodosztálybeli Malmö IF Redhawks játszott de hat mérkőzés után az Ilves Tampere visszahívta soraiba. Európai tartózkodása alatt sok játékjogfelfüggeszt kapott túl durva játékstílusa és verekedései miatt. 2009–2010-ben az amerikai AHL-es Springfield Falconshoz írt alá és 19 mérkőzésen mindössze egy asszisztot adott valamint 44 percet szabálytalankodott.

## Karrier statisztika
| 2001–2002 | Texas Tornado        | NAHL        | 50 | 1 | 12 | 13 | 97  | -- | -- | -- | -- | -- |
| 2002–2003 | Texas Tornado        | NAHL        | 47 | 6 | 23 | 29 | 277 | -- | -- | -- | -- | -- |
| 2003–2004 | Clarkson University  | NCAA        | 38 | 5 | 9  | 14 | 179 | -- | -- | -- | -- | -- |
| 2004–2005 | Victoriaville Tigers | QMJHL       | 48 | 1 | 11 | 12 | 182 | 6  | 0  | 1  | 1  | 27 |
| 2005–2006 | Ässät                | SM-liiga    | 36 | 5 | 8  | 13 | 236 | 14 | 1  | 0  | 1  | 50 |
| 2006–2007 | Idaho Steelheads     | ECHL        | 13 | 1 | 1  | 2  | 73  | -- | -- | -- | -- | -- |
| 2006–2007 | Iowa Stars           | AHL         | 40 | 0 | 3  | 3  | 97  | -- | -- | -- | -- | -- |
| 2007–2008 | Ässät                | SM-liiga    | 25 | 1 | 6  | 7  | 106 | -- | -- | -- | -- | -- |
| 2007–2008 | Ilves                | SM-liiga    | 13 | 3 | 3  | 6  | 39  | 9  | 0  | 2  | 2  | 24 |
| 2008–2009 | Malmö Redhawks       | Allsvenskan | 6  | 1 | 2  | 3  | 18  | -- | -- | -- | -- | -- |
| 2008–2009 | Ilves                | SM-liiga    | 40 | 1 | 1  | 2  | 156 | 3  | 1  | 0  | 1  | 0  |
| 2009–2010 | Springfield Falcons  | AHL         | 19 | 0 | 1  | 1  | 44  | -- | -- | -- | -- | -- |

## Rekordjai
- Legtöbb büntetőperc egy szezonban a finn ligában: 236 perc